# Immeuble de la Chandoline
Pour les articles homonymes, voir Chandoline.
L'immeuble de la Chandoline, parfois plus simplement appelé la Chandoline, est un immeuble d'habitation situé dans la ville vaudoise de Lausanne, en Suisse.

## Histoire
L'immeuble de la Chandoline a été construit entre 1933 et 1934 par l'architecte lausannois Henri-Robert Von der Mühll après sa participation au premier congrès international d'architecture moderne.
Le bâtiment est inscrit comme bien culturel suisse d'importance nationale sous la dénomination « Maison d'habitation, Chemin de Chandolin 4 ». Il est photographié et répertorié en particulier dans l'Encyclopédie d'Alberto Sartoris.

## Description
L'immeuble se compose de 11 appartements. Il présente un extérieur « dénuée de toute ornementation gratuite » dont une façade nord faite de volumes cubiques dominés au centre par la cage d'escalier en verre.